# Dorfkirche Saal

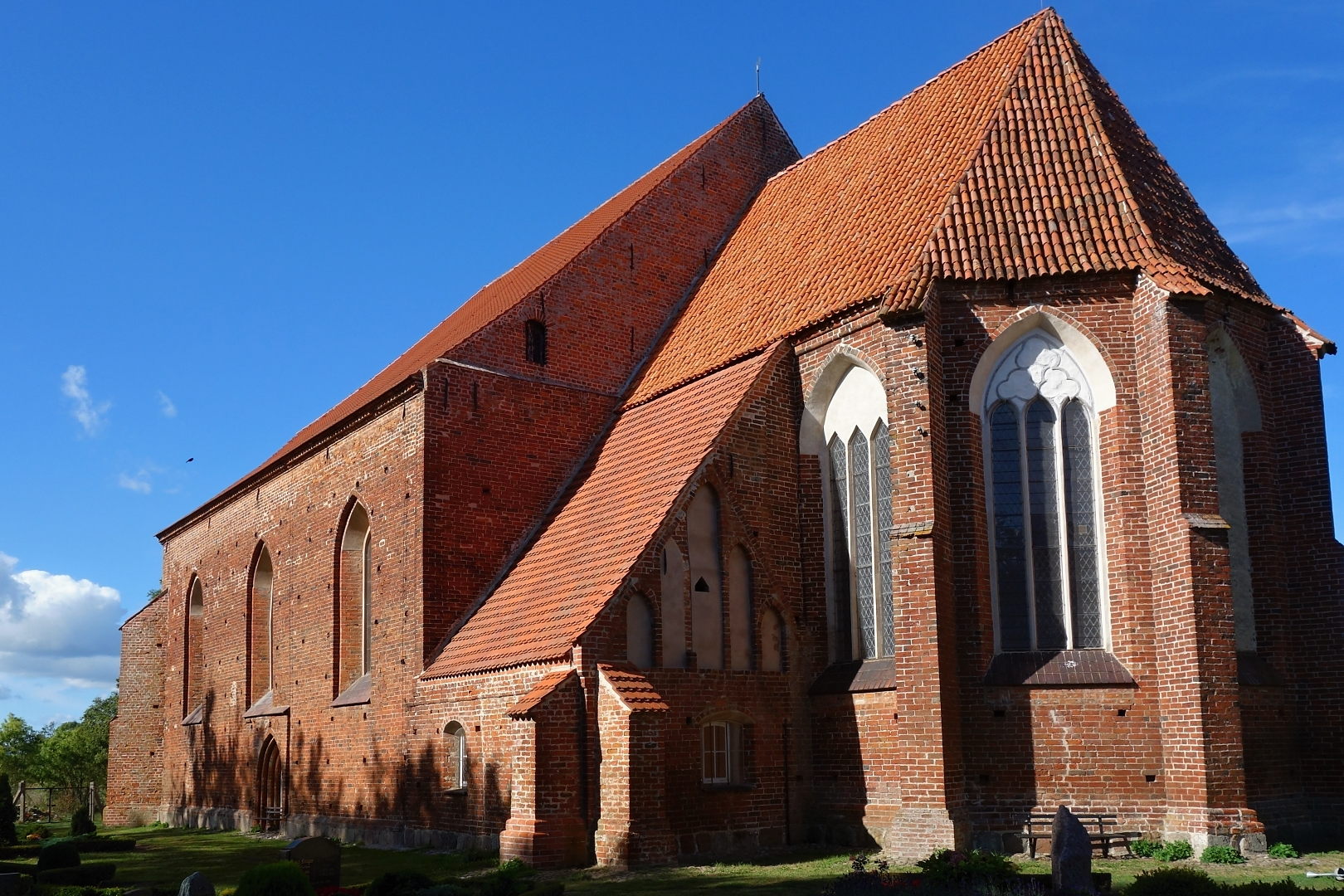
Dorfkirche Saal in Vorpommern

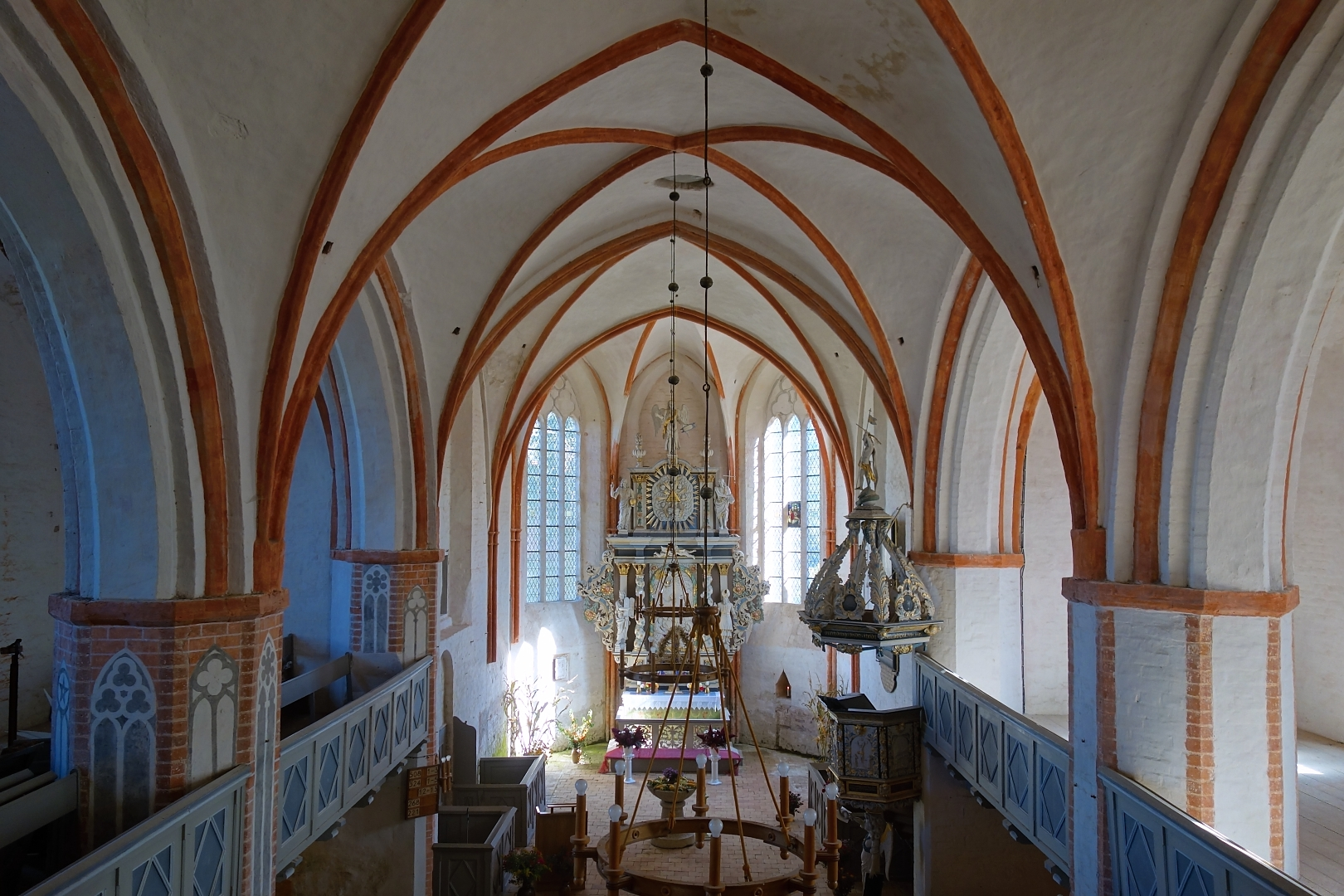
Innenraum

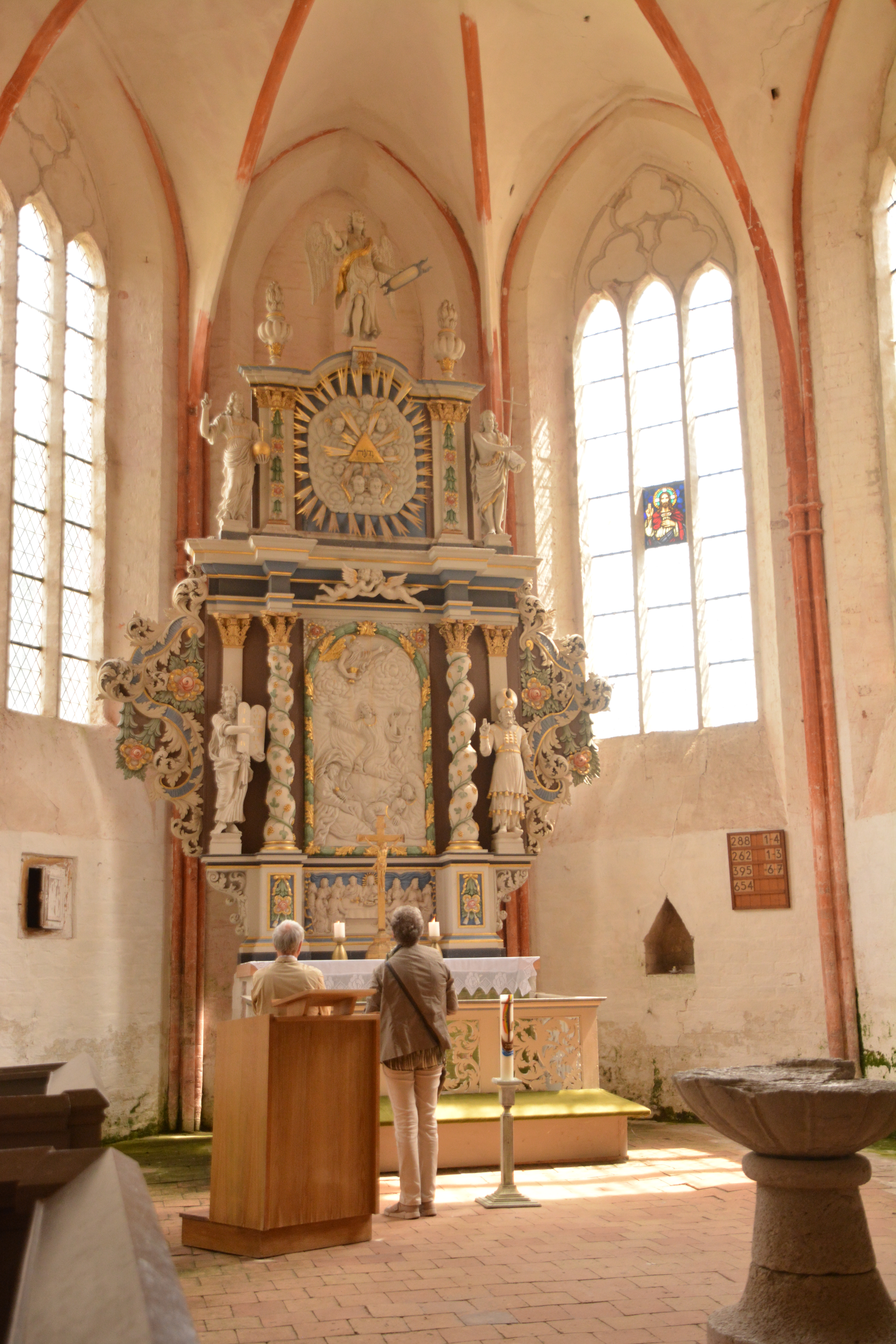
Altar

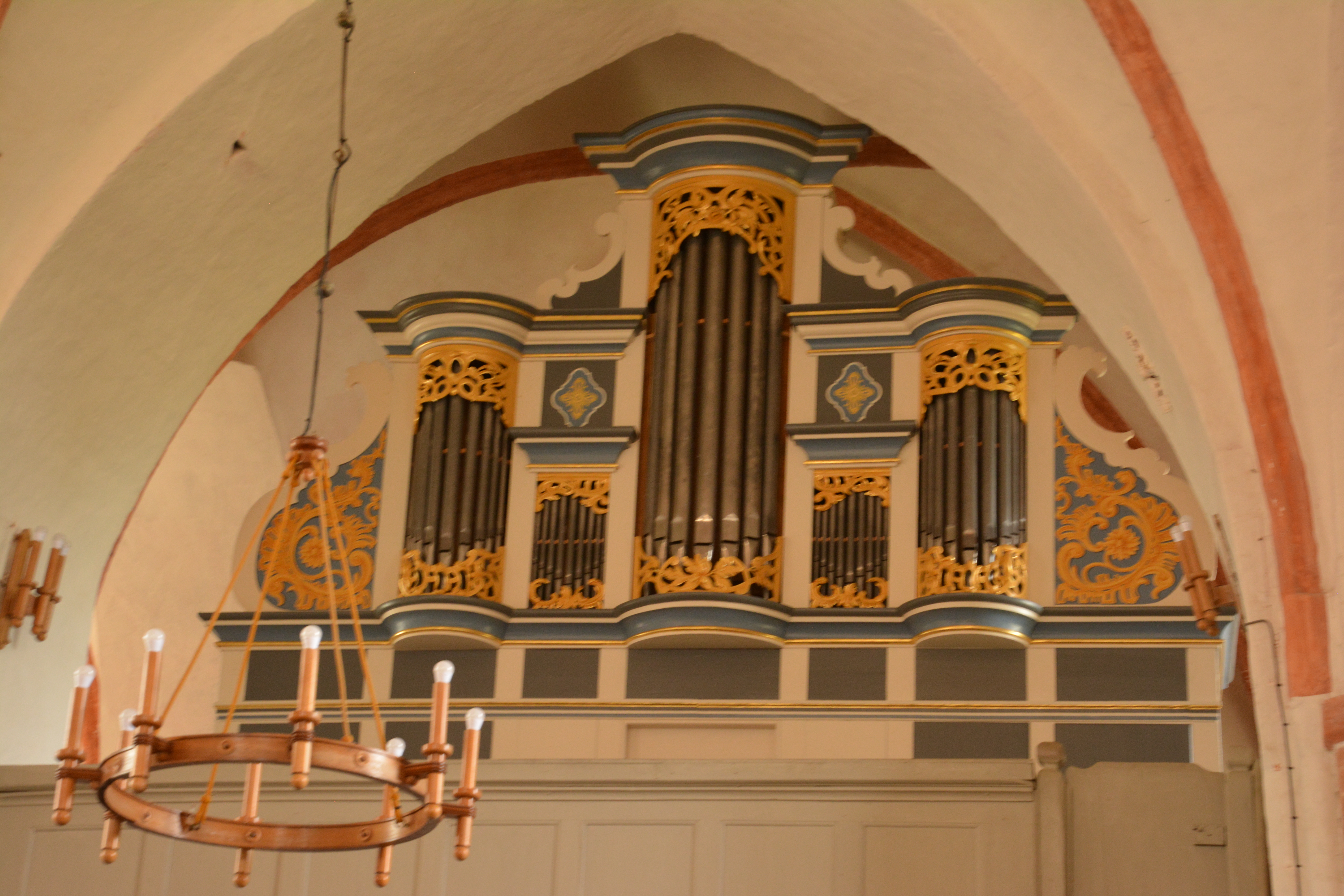
Orgel

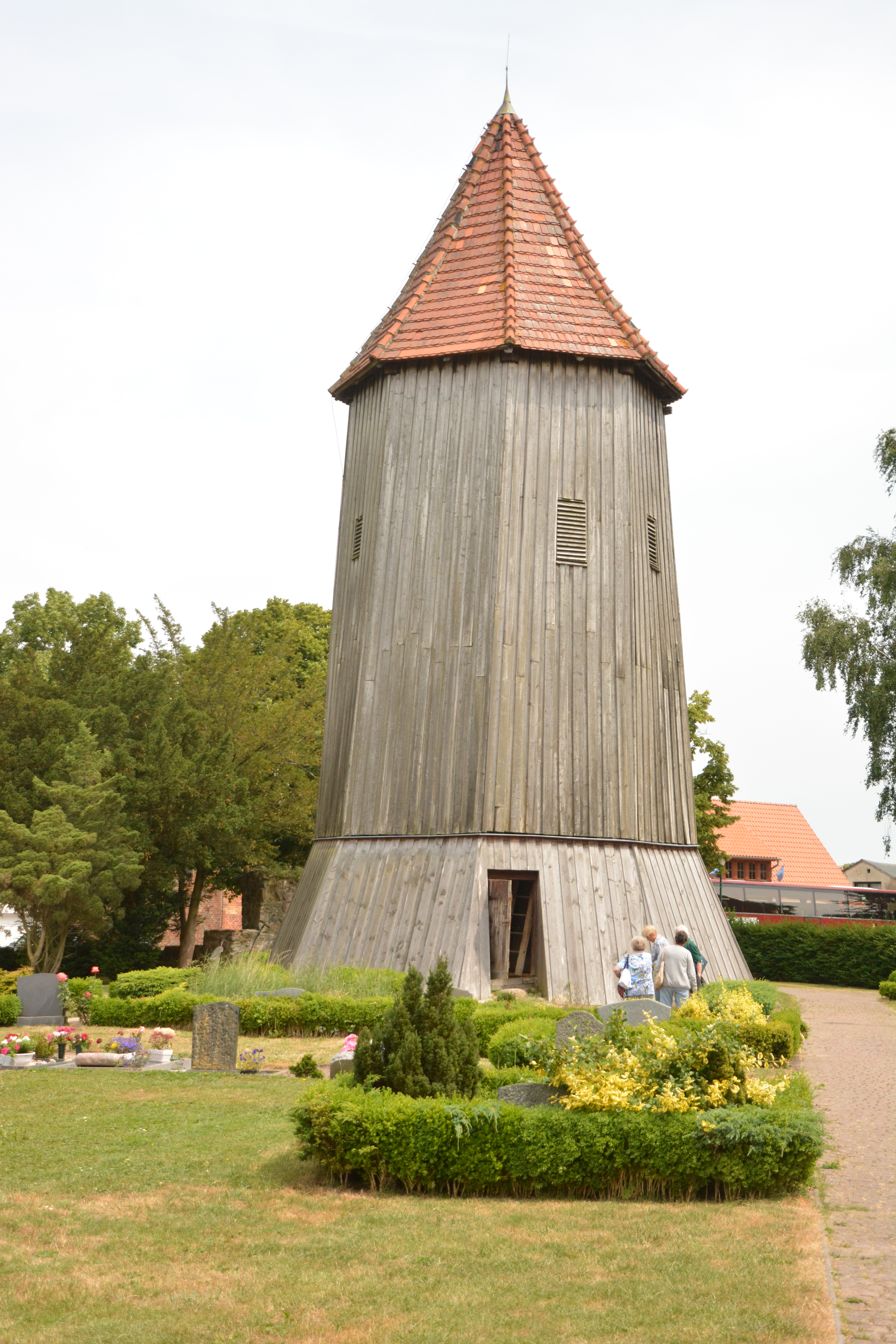
Turm

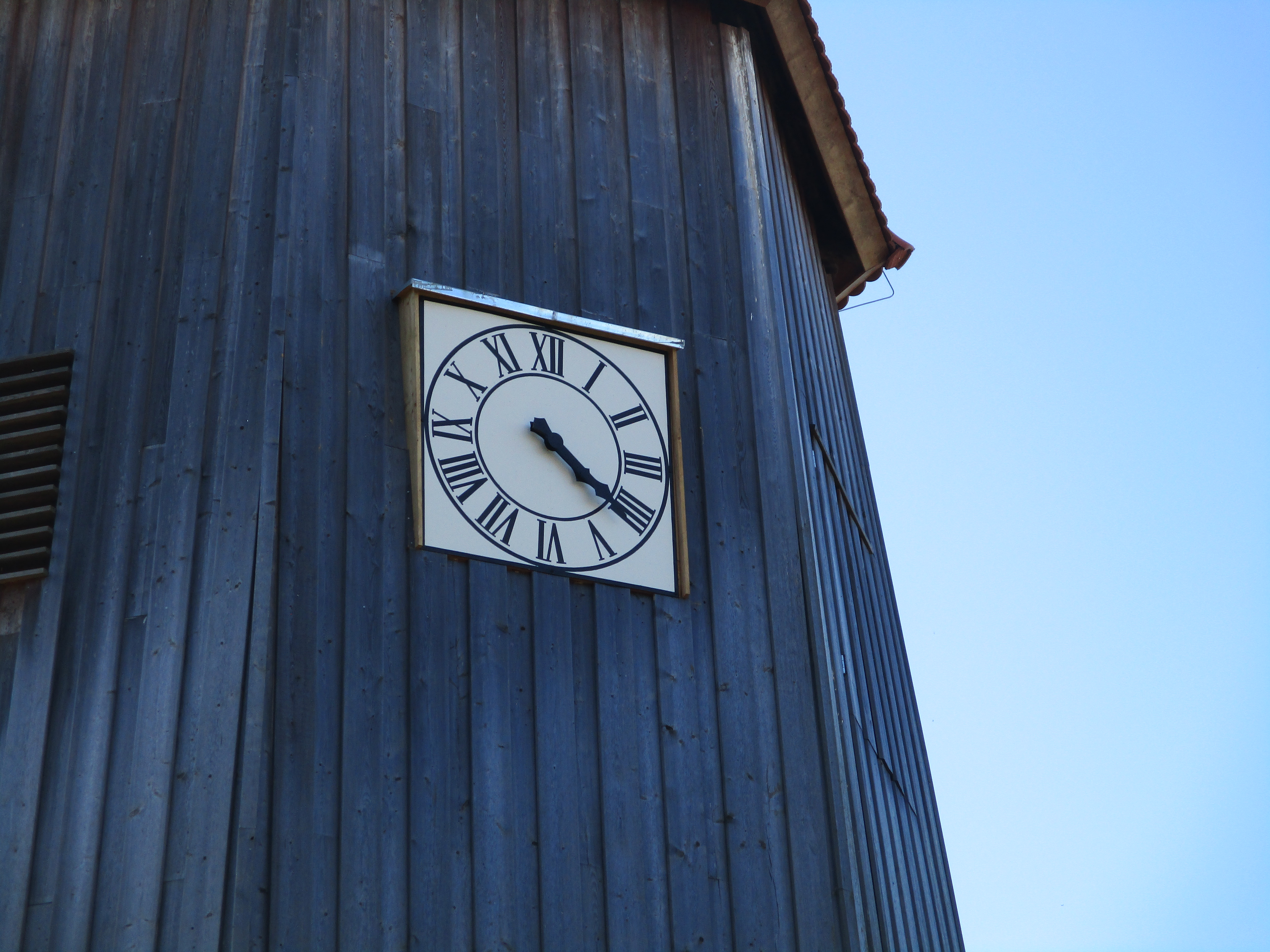
Turmuhr, wieder seit 2022

Die Dorfkirche Saal ist eine aus dem 13./14. Jahrhundert stammende Dorfkirche in der vorpommerschen Gemeinde Saal. Sie wird in der kunsthistorischen Literatur als „hervorragendes Zeugnis der hohen Bauqualität in der Frühzeit der norddeutschen Backsteingotik“ gewürdigt.

## Geschichte
Der älteste Teil der Kirche ist der nach neueren dendrochronologischen Untersuchungen 1285 (d) ausgeführte Chor, der später beiderseits Kapellenanbauten erhielt. Das Kirchenschiff wurde Anfang des 14. Jahrhunderts errichtet. Der freistehende, hölzerne Glockenturm entstand im Jahr 1475 (d). Er ist einzigartig in seiner Form.

## Rezeption
Einer Sage nach führt ein geheimer, unterirdischer Gang hinter dem Altar bis zum Bodden. Nach einer weiteren Legende befindet sich unter dem Glockenturm ein Hohlraum, in den vor 1300 ein Teil des Templerschatzes versteckt wurde, den einer der Templer gestohlen hatte. Es soll sich um die verschwundenen Reichsinsignien Johann Ohnelands handeln, die diesem 1216 auf unklare Weise abhandengekommen waren.

## Architektur
Das gesamte Bauwerk besteht aus Backstein, die Mauern haben einen Feldsteinsockel. Der Chor endet in einem Fünfachtelschluss und zeigt Maßwerkfenster mit Dreipässen aus Hochbrandstuck, die im 17./18. Jahrhundert teilweise vermauert wurden. Die sich an den Chor nördlich anschließende Vorhalle und die Sakristei auf der Südseite sind an den Ostgiebeln mit Blendfenstern gestaltet. Die Mauern des Kirchenschiffes sind durch je drei große Fenster und ein Portal gegliedert. Die Gewände der Portale sind reich profiliert, das südliche ist vermauert.
Die massive Westwand hat vier getreppte Strebepfeiler. Vor die Wand sollte ursprünglich der Turm gesetzt werden, der jedoch aus unbekannten Gründen – es könnte ein unsicherer Baugrund oder auch Geldmangel gewesen sein, als separater Bau ausgeführt wurde. Alle Mauern weisen bauzeitliche Gerüstlöcher auf sowie Störungen im Mauerwerk, die auf ehemalige An- und Umbauten hinweisen. Das östliche Pfeilerpaar ist achtseitig, das westliche wurde zur Aufnahme eines nicht ausgeführten Turmes stärker ausgebildet. Am nordöstlichen Pfeiler findet sich dekorative Architekturmalerei vom Anfang des 14. Jahrhunderts, die 1958 freigelegt wurde.

## Glockenturm mit Uhr
Der hölzerne Glockenturm mit einem achteckigen Grundriss, ursprünglich um 1475, steht separat nordöstlich neben der Kirche. Darin befinden sich zwei Glocken von Gottlieb Metzger und Simon Zach (Große von 1798 bzw. Kleine von 1820), beide aus Stralsund, sowie ein eisernes Turmuhrwerk mit Geh- und Schlagwerk aus der Zeit um 1730, das zugehörige Zifferblatt wurde schon in den 1950er Jahren entfernt. 2018 erfolgte eine umfassende Turm-Restaurierung, bei der auch der Glockenstuhl erneuert wurde. 2019 begann die Kirchengemeinde sich mit dem Ersatz der Uhr zu beschäftigen. Eine großzügige anonyme Spende ermöglichte dem Glockenturm Zeitmesser und Glockenschlag zurückzugeben. Der Grimmener Elektromeister Udo Griwahn hat das altehrwürdige Geläut im Turm mit einem modernen elektronischen Uhrwerk verbunden.

## Ausstattung
Die wichtigsten Teile der Ausstattung gehören zum Stil des Barocks. Der Altaraufsatz wurde von Diederich Hartig aus Rostock im frühen 18. Jahrhundert geschaffen, die Kanzel entstand vielleicht in Stralsund. Der Altaraufsatz weist eine architektonische Gliederung mit gedrehten Säulen auf und ist seitlich mit großen Figuren von Aaron und Moses versehen, die Bekrönung mit dem Salvator und Johannes dem Täufer. Die Kanzel wird von einem Posaunenengel getragen, am Korb sind Reliefs der Anbetung, Taufe und Kreuzigung angebracht, am Schalldeckel der auferstandene Christus mit einer Strebekrone. Der Taufstein aus Kalkstein, an dessen Kuppa der Rand zu einem unbekannten Zeitpunkt abgeschlagen wurde, stammt aus dem 13. oder 14. Jahrhundert. Zur Ausstattung gehört das Gestühl der Familien von Gentzkow und von Ihlenfeld auf Schlechtmühl (heute Hessenburg).
Sechs Kabinettscheiben mit Namensinschriften zeigen unter anderem die Ausspeiung des Jona, Simons Kampf mit dem Löwen und Wappen und sind teilweise auf 1724 datiert. Die Farbigkeit des Innenraums rührt von der Umgestaltung im Jahre 1958 her, die Lothar Mannewitz leitete.

## Orgel
Die Orgel wurde 1780 von Christian Heinrich Kersten erbaut. Umbauten fanden 1834 durch Carl August Buchholz und 1904 durch Barnim Grüneberg statt. Im Jahr 2004 wurde die Orgel durch Hans van Rossum restauriert und hat heute 15 Register auf zwei Manualen und Pedal. Zielstellung war die Herstellung des Werkes auf den Zustand von 1834. Die Disposition lautet:
| I Hauptwerk CD–d3 |       |
| Bordun            | 16′   |
| Prinzipal         | 8′    |
| Rohrflöte         | 8′    |
| Oktave            | 4′    |
| Quinte            | 2 ⁄3′ |
| Octave            | 2′    |
| Mixtur III        |       |

| II Oberwerk CD–d3 |    |      |
| Praestant         | 8′ | 1904 |
| Gedackt           | 8′ |      |
| Salicional        | 4′ | 1904 |

| Pedal CD–c1 |     |      |
| Subbaß      | 16′ |      |
| Violon      | 8′  |      |
| Oktave      | 4′  |      |
| Posaune     | 16′ | 1904 |
| Fagott      | 8′  |      |

- Tremulant, Noli me tangere

## Gemeinde
Saal mit den Dörfern Hermannshagen, Hermannshagen-Heide, Hermannshof, Hessenburg, Kückenshagen, Langendamm, Michaelsdorf, Neuendorf und Neuendorf-Heide war bis 1995 eigenständige Kirchengemeinde. Nach Zusammenlegungen mit Bodstedt, später mit Lüdershagen, gehört sie seit Ende 2005 zu Damgarten. Die Kirchgemeinde Damgarten-Saal gehört seit 2012 zur Propstei Stralsund im Pommerschen Evangelischen Kirchenkreis der Evangelisch-Lutherischen Kirche in Norddeutschland. Vorher gehörte sie zum Kirchenkreis Stralsund der Pommerschen Evangelischen Kirche.

## Bekannte Pastoren
- Johannes, 1286 erwähnt, auch Notar am Rügischen Fürstenhof
- Christian Schwarze, von 1674 bis 1678, danach in Altenkirchen
- Andreas Friederici, um 1727 (Porträt in der Kirche)
- Johann Susemihl, von 1814 bis 1849
- Peter Gottfried Danckwardt, von 1850 bis 1854
- Paul Deegner, von 1887 bis 1898
- Wilhelm Hardrat, von 1900 bis 1904
- Karl Otto Hermann Hoepffner, von 1904 bis 1938
- Pastor Buske, von 1939 bis 1945
- Pastor Wilm, von 1945 bis 1945, danach in Greifswald
- Pastor Jurkat, von 1946 bis 1947
- Wilhelm Kypke, von 1947 bis 1947, danach in Thüringen
- Siegfried Axel Konstantin Cyrus, von 1955 bis 1962, danach in Bodstedt
- Friedrich Wilhelm Elgeti, von 1963 bis 1988
- Renate Voß, von 1988 bis 1995
- Johannes Lehnert, von 2006 bis 2007, danach in der Schweiz
- Wolfgang Miether, von 2008 bis 2018, danach in Neumünster
- Andy Hoth, seit 2019
- siehe auch die Liste in der Kirche